# 猿神
猿神（さるがみ）は、日吉神などの太陽神の使者とされるサルの化身、および中世の日本の説話に登場するサルの妖怪。

## 猿神信仰

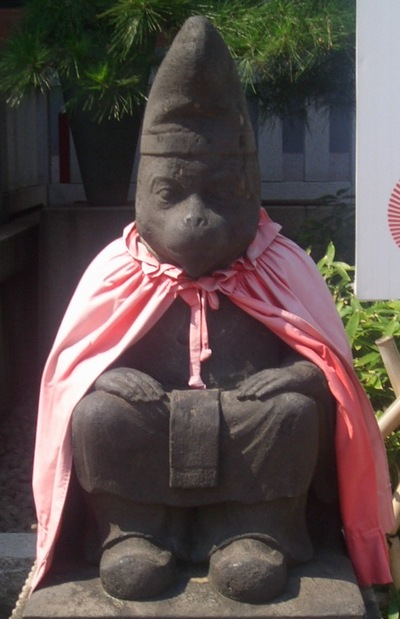
東京都千代田区・日枝神社の猿神

比叡山延暦寺の僧の著書とされる神道理論書『耀天記（ようてんき）』によれば、漢字の発明者とされる古代中国の伝説上の人物・蒼頡が神の出現前に、釈迦が日本の日吉に神として現れ、サルの形を借りて吉凶を示すと知り、「申（さる）に示す」と意味で漢字の「神」を発明したことや、蒼頡は実は釈迦の前世であり、釈迦が日吉に祀られてまもなく、サルたちが日吉大社に集まったことが記述されている。この話は創作だが、仏教が日本に伝来するにあたり、それ以前から日本で信仰されていた日吉神など日本古来の神の信仰を繋ぎ合わせるものとして興味深いものと見る向きもあり、サルが日吉神の使者とされた由来の一つと考えられている。
また日本最古の説話集『日本現報善悪霊異記』には、近江国野洲郡（現・滋賀県野洲市）
で三上山の僧のもとにサルが現れて、「自分はインドの王だったが生前の罪でサルに生まれ変わり、この神社の神となった」と語る話があり、野洲郡が琵琶湖を挟んで日吉大社の反対岸にあることから、8世紀から9世紀頃には琵琶湖南岸一体でサルの信仰が広まっており、中世に入ってサルを神の使いと見なす考えに繋がったものと見られる。
猿神には太陽神としての側面もあるが、「日吉」の表記が太陽に通じ、サルが日の出とともに騒ぎ出す性質があるために、サルと太陽が関連づけられたとする説が唱えられ、サルに太陽を抑える役目が与えられたものといわれる。しかし人々の多くが農耕生活から離れ、日の出と日の入りを生活基盤とする習慣も少なくなるにつれ、太陽神としての猿神の性格は薄れていったようである。
中世から近世にかけて流行した山王信仰においてもサルは神の使いとしての役割を担っており、山の神としても尊ばれた。このように天界と地上を媒介する猿神の性質は、外部からの侵入を排除して村内を守る村落の神仏の信仰、特に庚申信仰、塞の神、地蔵信仰とも結びついた。中でも庚申信仰では庚申待の習俗が始まって以降、「申」がサルに通じることから、庚申塔に「見ざる、聞かざる、言わざる」の三猿が掘られることが広く行われるようになった。
また『絵本太閤記』によれば、豊臣秀吉の母が男子を授かるよう日吉神に願ったところ、懐中に太陽が入る夢を見て秀吉を身ごもったとあり、秀吉がサルとあだ名されたことは近江の日吉信仰や猿神信仰に関係しているとの説もある。

## 妖怪の猿神

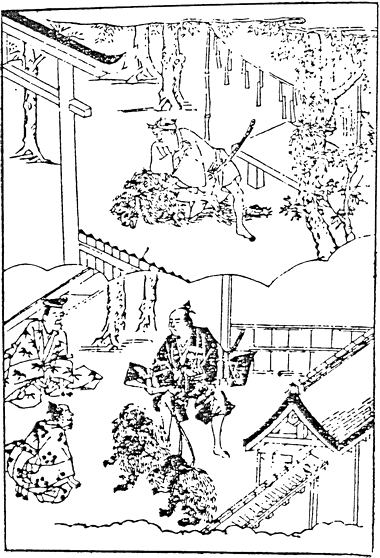
『今昔物語集』の猿神退治

中世の日本の説話集『今昔物語集』『宇治拾遺物語』などには、猿神は人間に害を為す妖怪として登場しており、中でも『今昔物語集』巻26「美作國神依猟師謀止生贄語」がよく知られている。
美作国（現・岡山県）の中山の神である大ザルは年に一度、人間たちに女性の生贄を求めていた。ある年に中山近くの少女が生贄に指定され、家族が嘆いていると、そこへ訪れた若い猟師が事情を聞き、少女の身代りとなってサル退治の訓練を施した犬とともに櫃に入り、生贄に差し出された。やがて身長7,8尺（約2メートル以上）の大ザルが100匹ほどのサルを引き連れて現れたので、猟師は櫃から飛び出してサルたちを次々に倒した。残るは大ザルのみとなったが、1人の宮司に猿神が憑き、二度と生贄を求めないとして許しを請うたので、猟師は大ザルを逃がした。以来、生贄が求められることはなくなったという。
動物神としての性格を失った後の猿神は、人間から軽侮される傾向にあり、それをよく表す話に室町時代の御伽草子『藤袋の草子』がある。
近江国（現・滋賀県）で老人が畑を耕しつつ「サルでもいいから、仕事を手伝ってくれた者を自分の婿にしよう」と呟くと、大ザルが現れて畑仕事を手伝い、約束を守るよう念を押して立ち去った。翌日、大ザルは老人の娘を奪って山へ連れて行った。大ザルが娘を藤袋に閉じ込め、その場を離れた隙に、老人に助けを求められた貴族が娘を救い、代わりに袋に犬を入れておいた。そうと知らずに戻って来た大ザルは、犬に噛み殺されてしまった。
これらの他にも日本各地に猿神退治の伝説があるが、内容は同様に、サルが人間の女性を生贄を求め、通りすがりの猟師や僧侶が身代りとなって退治するというものである。これらの説話は、同様に生贄を求めた末に退治されたというヤマタノオロチの神話を彷彿させるが、『今昔物語集』の猿神もヤマタノオロチも、神と巫女との結婚儀礼をもとにして生まれたものと考えられている。また、これらのように猿神退治の説話には必ずといって良いほど犬が登場することも特徴である。退治話の犬に固有の名前がついていることも多く、長野県の光前寺に伝わる霊犬・早太郎も狒々退治の伝説として知られている。
享保時代の怪談集『太平百物語』では、猿神退治の説話が怪談風に脚色されている。
能登国（現・石川県北部）で、ある武士が化物屋敷といわれる屋敷に入り、夜遅くに厠に入ると、何者かが尻を撫でてきた。武士がこれを捕まえて引きずり出し、組み合った末に刺し殺すと、それは年老いたサルであり、屋敷の裏にはサルに食い殺された多くの人骨があった。
このサルには人を食べるという獰猛な性格に加え、尻を撫でるという滑稽な面があるが、サルはもともと人間に似ているにもかかわらず人間ほど進化していない動物のため、サルを小馬鹿にしたり、道化と見なす感情が人々の中に生まれたものと見られている。
また岡山県備前地方や徳島県那賀郡木頭地方では、猿神は憑き物とされる。これに憑かれた人間は暴れ出すといい、その害は犬神よりも大きいという。